# Макропулос, Никос
Никос Макропулос (греч. Νίκος Μακρόπουλος, род. 20 июня 1965, Салоники, Греция) — греческий поп-певец.

## Жизнеописание
Никос Макропулос родился и вырос в Салониках. Его родители любили народную музыку и у себя дома слушали песни Казандзидиса. В 12 лет он начал учиться играть на гитаре, впервые перед публикой пел на праздниках, которые проходили в его школе. Никос исполнял народные песни, и именно тогда были обнаружены его таланты. О карьере певца он не думал, потому что в юности увлекался спортом. Окончив школу, поехал один в Афины, чтобы учиться в Академии гимнастики (ΤΕΦΑΑ). Но обучение не удалось завершить. Никос решил профессионально петь в клубах. Вскоре он был призван для прохождения военной службы. После окончания службы устроился на работу в магазин по продаже водонагревателей и был очень доволен своей работой. Тогда он решил начать свой бизнес, открыл собственный магазин по продаже обогревателей в Маруси (греч. Μαρούσι), который держал в течение 3 лет. Но предприятие постигло банкротство. Было только два варианта заработать деньги для оплаты долгов: получить диплом в Афинской академии гимнастики и работать в качестве тренера или петь в ночных клубах. Макропулос выбрал второй вариант.
В 1994 году он начал петь в клубах в Каламате. Важным моментом в начале карьеры были выступления Макропулоса в клубе Σκορπιός в Салониках. Там он получил известность. Затем он сотрудничал с Мазонакисом и Анджи Самиу, с Анной Висси.
В 1998 году вышел первый компакт-диск «Έχω δικαίωμα», автором музыки был Йоргос Теофанус. Песня «Σαν τσιγάρο άφιλτρο στο στόμα μου» из альбома быстро стала большим хитом. До выпуска следующего альбома Никос пел в Салониках. Второй компакт-диск был выпущен в 2000 году.
С 10 февраля до конца апреля 2012 года Макропулос выступал в совместных концертах с Василисом Каррасом и группой Vegas в Teatro Music Hall в Афинах. С 1 по 10 июня 2012 года он отправился в тур по Австралии вместе с Василисом Каррасом: Брисбен, Мельбурн, Сидней, Аделаида.

## Частная жизнь
В 1989 году Никос Макропулос был женат на Хриса Картери, но в 2012 году жена певца подала на развод, обвинив его в романе с певицей Юли Тассу, участницей второго сезона The X Factor. У Никоса и Хриса есть сын Тасос.

## Дискография

### Студийные альбомы
- 1998 - Έχω Δικαίωμα
- 2000 - Έχω Μάτια Και Βλέπω
- 2001 - Όσα Θέλω Να Δώ
- 2004 - Που Θέλεις Να Φτάσεις
- 2006 - Δε Με Ξέρεις Καλά
- 2007 - Έτσι Είχες Πει
- 2008 - Όταν Για Μένα Θα Μιλάς
- 2010 - Δύσκολη Νύχτα
- 2013 - Θα Περνάω Καλά
- 2016 - Που και που
- 2017 - Τι Να Το Κάνω

### Саундтреки
- 2011 - Το Soundtrack Της Ταινίας Λάρισα Εμπιστευτικό

### Сборники
- 2006 - Οι Μεγάλες Επιτυχίες
- 2008 - Χρυσή Δισκοθήκη ΙΙ
- 2008 - Νίκος Μακρόπουλος
- 2010 - 64 Μεγάλες Επιτυχίες
- 2014 - Κατάσταση Εκτάκτου Ανάγκης

### Концертные альбомы
- 2003 - Live 2003
- 2005 - Live Και 8 Νέα Τραγούδια
- 2012 - Live! Κατάσταση Προχωρημένη
- 2012 - Teatro Music Hall

### Внеальбомные песни
- 2011 - Eγκαινιάζω Τον Καινούριο Εαυτό Μου
- 2012 - Δεδομένα
- 2014 - Άστο
- 2015 - Ανεύθυνη
- 2015 - Που Και Που
- 2018 - Κάνε Χιλιοστά Τα Χιλιόμετρα
- 2019 - Πιο Όμορφη Μέρα
- 2019 - Τα Έχω Όλα
- 2020 - Είμαστε Ένα
- 2020 - Τ´Αλλάζω Όλα
- 2021 - Καινούργια Πρεμιέρα
- 2021 - Έχω Έρωτα Μαζί Σου
- 2022 - Δεν Πειράζει